# Miroslav Výlet
Miroslav Výlet (12. února 1931 Hodonín – 13. prosince 2018 Brno) byl český herec, komik a cestovatel.

## Životopis
Miroslav Výlet se narodil 12. února 1931 v Hodoníně, kde žil do svých patnácti let a zažil zde bombardování. K divadlu jej přivedl otec, původně se však vyučil strojařem. V roce 1954 vystudoval činoherní herectví na Divadelní fakultě Janáčkovy akademie múzických umění v Brně.
Svou hereckou kariéru započal ve Slováckém divadle v Uherském Hradišti, poté působil v Ostravě a nakonec skončil v Brně. V letech 1960–70 byl Miroslav Výlet jedním z nejvýznamnějších protagonistů v Satirickém divadle Večerní Brno.[zdroj?] Od roku 1970 až do odchodu do penze (2000) působil ve zpěvohře Národního divadla v Brně.
Hrál například v Četnických humoreskách nebo Dědictví aneb Kurvahošigutntag. Působil též v rozhlase, dabingu a televizních inscenacích, byl i vášnivým jachtařem.
Zemřel 13. prosince 2018.